# Новогрудская, Марианна Герцелевна
Мариа́нна (Марина) Ге́рцелевна Новогру́дская (род. 10 сентября 1943, Москва) — советский, затем российский режиссёр-мультипликатор, член Союза кинематографистов России, член правления Союза кинематографистов России в 1994—1997 годах.

## Биография
Дочь писателя и журналиста Герцеля Самойловича Новогрудского. Училась в Московской средней художественной школе при Институте им. В. И. Сурикова (МСХШ). Её однокашниками были такие признанные ныне мастера живописи, как Наталья Нестерова, Владимир Любаров, Татьяна Назаренко.
После окончания МСХШ в 1961 году пришла работать в художественные мастерские МХАТ, где проработала два года помощником декоратора под руководством Татьяны Серебряковой, дочери знаменитой русской художницы Зинаиды Серебряковой. Впоследствии Новогрудская решает стать театральным художником.
Летом 1964 года ВГИК объявил о наборе в первую экспериментальную мультипликационную мастерскую. Это определило дальнейшую творческую судьбу режиссёра. Новогрудская училась во ВГИК с 1964 по 1971 годы в экспериментальной мастерской И. П. Иванова-Вано на факультете режиссуры. В те годы ВГИК выпустил плеяду мастеров кинематографа — параллельно с Новогрудской учились Рустам Хамдамов, Ираклий Квирикадзе и другие.
После окончания ВГИК в 1971 году пришла на студию «Мульттелефильм» ТО «Экран», где проработала до 1995 года.
В период с 1996 по 1999 годы на телеканале «REN-ТV» была режиссёром и автором идеи цикла детских анимационных передач: детская викторина «В прямом эфире Кот Порфирий» и «Глашины подсказки». Также сотрудничала со ст. «Классика».

## Творческая деятельность
Марианна Новогрудская снимает кукольные фильмы и картины в технике перекладки. В разные годы её соавторами были Людмила Петрушевская («Лямзи-Тыри-Бонди — злой волшебник»), Александр Тимофеевский, Эдуард Успенский, Василий Ливанов (авторы сценария); Галина Беда, Юрий Исайкин, Борис Моисеев, Юля Аралова (художники), Алексей Рыбников, Геннадий Гладков, Максим Дунаевский (композиторы) и другие.
Дебютный фильм, снятый Новогрудской в 1973 году, — «Паучок Ананси и волшебная палочка» — примечателен командой, над ним работавшей. Автором сценария выступил Василий Ливанов, режиссёром-соавтором — Идея Гаранина, автором музыки — Алексей Рыбников, для которого это тоже был дебют в анимационном кино. Фильм-мюзикл «Кошкин дом» (1982) оказался безусловной удачей композитора Максима Дунаевского.
В 1983 году Новогрудская снимает знаковый для себя фильм «Лебеди» (автор сценария А. Тимофеевский), в основу которого были положены три рассказа из «Азбуки» Л. Толстого. Фильм завершается цитатой из романа «Война и мир». Для работы над картиной были приглашены мультипликаторы Фазиль Гасанов и Михаил Першин, художник Галина Беда, оператор Евгений Туревич. Необычность изобразительного ряда и тонкость применяемой техники перекладки были признаны профессионалами и нашли отражение в статье Ирины Поволоцкой, опубликованной в том же году в газете «Советская культура».
В 1970—1980-е годы режиссёр балансировала на грани традиции и эксперимента. Начало 1990-х принесло с собой с одной стороны сравнительно большую свободу действий, с другой — неизбежную усталость. Кукольные фильмы этого периода — «Проклятая книга» (1990), «Преступление лорда Артура Сэвила» (1991) — были в целом традиционны.
В мультфильме «Выстрел» (2003) Новогрудская решилась на эксперимент — соединение кукольной и компьютерной анимации. Теплота одушевлённой мультипликатором куклы в сочетании с технологичностью созданного компьютером пространства были высоко оценены коллегами и профессионалами. На Шанхайском международном кинофестивале фильм «Выстрел» был удостоен приза «Золотая панда» за лучший игровой анимационный фильм (Международный конкурс анимационных фильмов на приз «Золотая Панда»).

## Семья
- Двоюродные братья — писатели Лев Соломонович Новогрудский и Исаак Афанасьевич Милькин (1937—2013, его сын — писатель Афанасий Мамедов).

## Фильмография

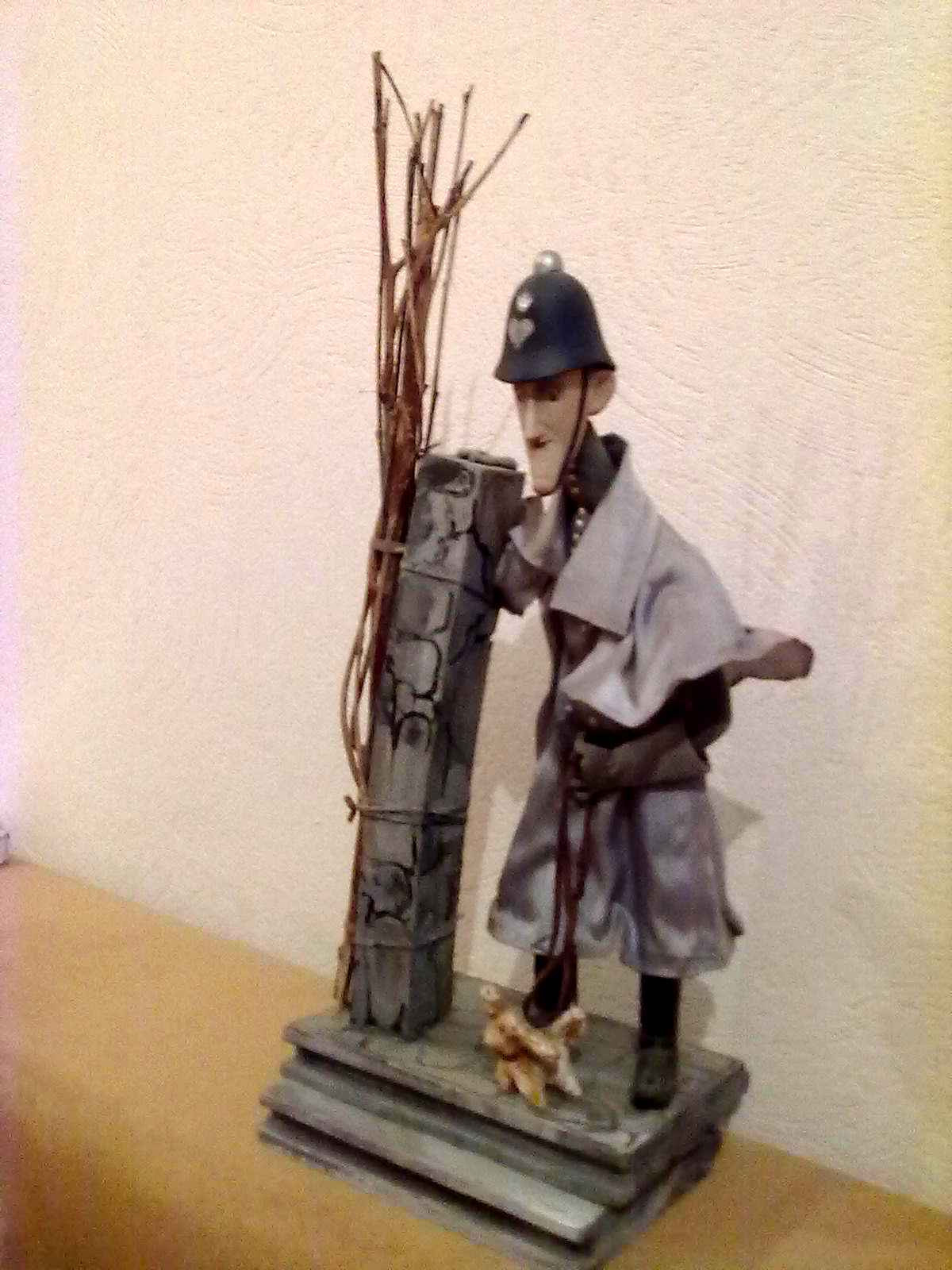
Макет куклы полисмена из фильма «Несколько страниц из жизни призрака»

### Режиссёр
- Паучок Ананси и волшебная палочка, 1973
- Птичий рынок, 1974
- Вот какой рассеянный, 1975
- Лямзи-тыри-бонди, злой волшебник, 1976
- Честное слово, 1978
- Кнопочки и человечки, 1980
- Почему слоны?, 1980
- Кошкин дом, 1982
- Лебеди, 1983
- Рикэ-хохолок, 1985
- КОАПП. Ограбление вернисажа, 1988
- КОАПП. Кошмар на Амазонке, 1988
- Доктор Бартек и смерть 1, 1989
- Доктор Бартек и смерть 2, 1989
- Проклятая книга, 1990
- Преступление лорда Артура Сэвила, 1991
- Несколько страниц из жизни призрака, 1993
- Семь дней с Морси:
  - Семь дней с Морси. Фильм 1, 1994
  - Фильм 3: «Комнатная приватизация», 1994
  - Фильм 5: Суровые законы моря, 1995
- Желтухин, 2003[4]
- Выстрел, 2003

### Ассистент
- Кошка, которая гуляла сама по себе, 1988

## Награды на фестивалях
- 1976 год — КФ «Флоричика» (Кишинёв): приз за режиссуру за фильм «Лямзи-тыри-бонди, злой волшебник»
- 1980 год — КФ в Москве, приз за режиссуру за фильм «Почему слоны?»
- 1981 год — ВКФ телефильмов в Ереване: приз жюри и приз за режиссуру; приз МФАФ в Лилле (Франция) за фильм «Кнопочки и человечки»[5]
- 2003 год — приз «Золотая панда» за лучший игровой анимационный фильм «Выстрел»